# Lauren Walsh
Lauren Walsh ist eine US-amerikanische Schauspielerin.

## Leben
Walsh gab 2006 ihr Filmschauspieldebüt im Kurzfilm At Day’s End. 2007 spielte sie in einer kleineren Rolle im Fernsehfilm Comedy Central Thanxgiveaway Wiikend: 'Ving Break mit. 2008 war sie in Meine Frau, die Spartaner und ich als Statistin und im selben Jahr in der Komödie 18-Year-Old-Virgin in eine der weiblichen Hauptrollen als Rose zu sehen. Größere Filmrollen übernahm sie 2009 als Brooke in The Grind und als Chloe in der The Asylum Filmproduktion The Terminators. 2010 spielte sie in zwei Episoden der Fernsehserie Squatters mit. 2011 spielte sie in den Filmen Breath of Hate, The New Republic und Campus Radio mit. 2015 war sie zuletzt als Filmschauspielerin im Film The Last House zu sehen.

## Filmografie (Auswahl)
- 2006: At Day’s End (Kurzfilm)
- 2007: Comedy Central Thanxgiveaway Wiikend: 'Ving Break (Fernsehfilm)
- 2008: Meine Frau, die Spartaner und ich (Meet the Spartans)
- 2008: 18-Year-Old-Virgin
- 2009: The Grind
- 2009: The Terminators
- 2010: Squatters (Fernsehserie, 2 Episoden)
- 2011: Breath of Hate
- 2011: The New Republic
- 2011: Campus Radio
- 2015: The Last House